# Аендорська чарівниця
Аендо́рська чарівни́ця (івр. אֵשֶׁת בַּעֲלַת אוֹב בְּעֵין דּוֹר, грец. Αενδωρ ἐγγαστρίμαθος лат. Endor pythonem, ім'я в мідрашах — Цфанія або Седекла) — персонаж Старого Заповіту, чаклунка з Аендора (Ейн-Дор), яка викликала на прохання царя Саула напередодні вирішальної битви дух покійного пророка Самуїла для передбачення долі.

## Джерело образу
Як випливає з Першої книги царів (1 Цар. 28:4-25), перед вирішальною битвою з філістимлянами біля гори Гілбоа цар Саул, якого налякала їх чисельна перевага, «запитався Господа» про хід битви, але Господь не відповідав йому ні уві сні, ні через Урім, ані через пророків. (1Цар. 28:6). Це спонукало його звернутися до забороненої Біблією некромантії (Втор. 18:11, 12); попри те, що раніше цар «повиганяв із країни ворожбитів та чаклунів». (1 Цар. 28:3), його придворні відшукали в сусідньому місті Ейн-Дор (Аендор) «жінку-чарівницю» — (אֵשֶׁת בַּעֲלַת אוֹב; ешет ба'алат-ів; жінка, що викликає мертвих, тобто, медіум). Переодягнувшись, щоб не бути впізнаним, Саул пішов до неї вночі з двома провідниками і попросив викликати дух недавно померлого Самуїла:
| І скинув із себе Саул одежу і одягнув іншу, і пішов сам і два чоловіки з ним, і прийшли вони до тієї жінки вночі. І сказав їй Саул: Прошу тебе, поворожи мені, і відкрий мені, про кого я тобі скажу. Але жінка відповідала йому: Ти знаєш, що учинив Саул, як повиганяв він із країни ворожбитів та віщунів; то нащо ти важиш на душу мою, на погибель мені? І присягнувся їй Саул Господом, говорячи: Живий Господь! Не буде тобі лиха за цю справу. Тоді жінка запитала: Кого ж викликати тобі? І відповідав він: Самуїла виклич мені. І побачила жінка Самуїла, і голосно зойкнула; і звернулася до Саула, кажучи: Нащо ти обдурив мене? Адже ти – Саул! І сказав їй цар: Не бійся; що ти бачиш? І відповідала жінка: Бачу, наче бога, що виходить із землі. Який він на вигляд? – Запитав у неї Саул. Вона сказала: Виходить з-під землі муж літній, зодягнутий в довгу одежу. Тоді впізнав Саул, що це Самуїл, і впав лицем до землі і поклонився. (1 Цар. 28:8-14)[2] |
Отже, аендорська чарівниця упізнала царя, проте, він умовив її виконати своє прохання і з'явився «із землі»
| ...І сказав Самуїл: Для чого ж ти запитуєш мене, коли Господь відступив од тебе і зробився ворогом твоїм? Господь зробить те, що говорив через мене; відніме Господь царство з рук твоїх і віддасть його ближньому твоєму, Давидові. (1 Цар. 28:16,17)[2] |
Потім Самуїл додав, що Бог царя і його синів прирік на неминучу поразку і загибель. Це дуже налякало Саула:

| Тоді Саул раптом упав тілом своїм на землю, бо вельми злякався слів Самуїлових; причому, і сили не стало в ньому, бо він не їв хліба увесь той день і всю ніч. |
Аендорська чарівниця та його слуги, побачивши в якому стані Саул, «бо він не їв хліба увесь той день і всю ніч» (1 Цар. 28:20).
| ... почали умовляти його служники його, а також ота жінка; і він підкорився голосові їхньому, і підвівся із землі, і сів на ліжко .... і вони їли, і підвелися, і пішли тієї ж ночі. (1 Цар. 28:23-25)[2] |
Таким чином, довідавшись про результати бою, Саул повернувся у свій стан.

## Пізні легенди

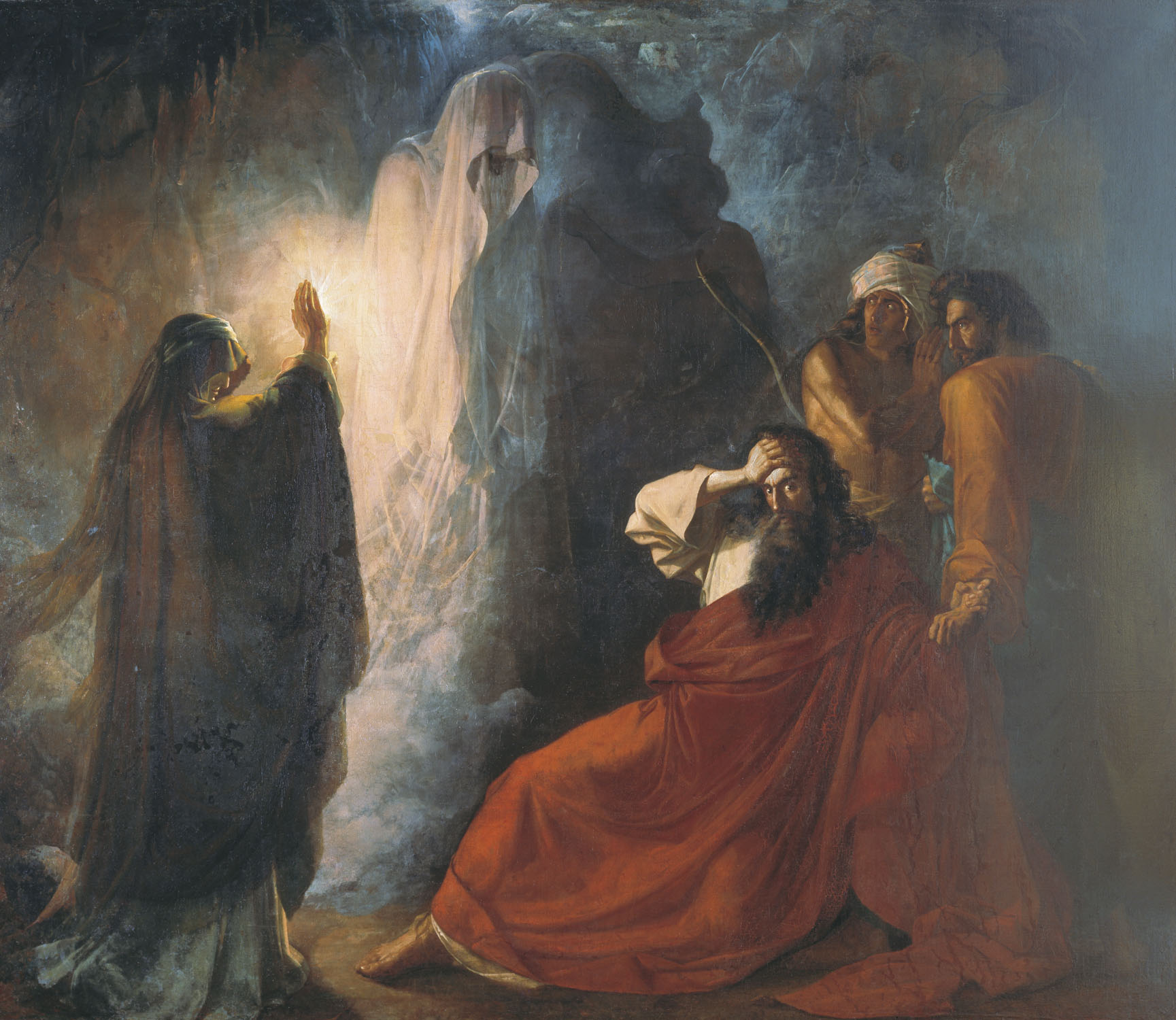
Аендорська чарівниця викликає тінь Самуїла (Мартинов Д. Н., 1857)

Античні і середньовічні джерела додають в історію Саула і чарівниці додаткові деталі. Так, у Саула було два воєначальника — Авнер і Амасай. Біблійний текст називає Авнера сином Нера, дядька Саула по батьківській лінії (1 Цар. 14:50), а за однією з легенд матір'ю Авнера (Мідраш Піркей де-раббі Елі'езер її називає ім'ям Цфанія була саме та чаклунка, до якої він привів свого царя. Таким чином, легенди приписують Саулу і Аендорській чарівниці родинні стосунки. Цей зв'язок і, отже, знатне походження жінки, пояснюює причини, з яких вона залишилася в країні після вигнання Саулом всіх магів:
| Шауль винищив всіх чаклунів, ворожок та інших, а ця жінка була велика і мудра, і вивчила вона це мистецтво тільки для того, щоб знати, якими методами всі ці чаклуни працюють, але не для того, щоб займатися практикою. Шауль ж у важку хвилину знайшов досить слизький шлях, що ось, я мовляв, як цар, знаю, яким чином можна трохи, ненадовго, відсунути цю заборону. |

Псевдо-Філон називає Аендорську чарівницю ім'ям Седекла і повідомляє, що своєю магією вона 40 років вводила ізраїльтян в оману
Коли чарівниця не впізнала в Саулі царя, він зауважив їй: «Тепер-то я точно знаю, що краса моя зів'яла, а славу царювання ніхто не пам'ятає». Мідраші повідомляють, що чаклунка зробила свій звичайний ритуал — кадив фіміам і промовила заклинання, після чого з'явився дух Самуїла.
| Зазвичай дух, що викликається чаклункою за допомогою Туми (нечистих сил), з'являвся вниз головою, бо приходив у світ способом, які суперечили святому Божественному творінню. Однак перед царем привид постав в нормальному положенні. |

Така незвичайна поява привида допомогла чарівниці зрозуміти, що до неї за допомогою звернувся сам помазаник Божий. В Мідраші Ваїкра Раббі з біблійного тексту робить висновок, що «всі духи, за винятком тих, яких викликають за наказом царя, з'являються вниз головою» і за цією ознакою чарівниця однозначно визначила що до неї прийшов цар Саул.
Нібито, як і в інших випадках спілкування з духами, чаклунка могла бачити дух Самуїла, але не чула його, а Саул чув, але не бачив. Інші присутні не бачили і не чули нічого. Також додають, що чарівниця дуже злякалася, побачивши, що Самуїл з'явився з сонмом інших духів, але виявилося, що Самуїл прийшов не один, так як вирішив, що настав день Страшного суду. Тому він попросив дух Мойсея піднятися разом з ним і підтвердити, що Самуїл виконував строго всі розпорядження Мойсейового закону (Тори). Слідом за Мойсеєм пішли й інші благочестиві, що і склало натовп привидів, фігурує в легенді.

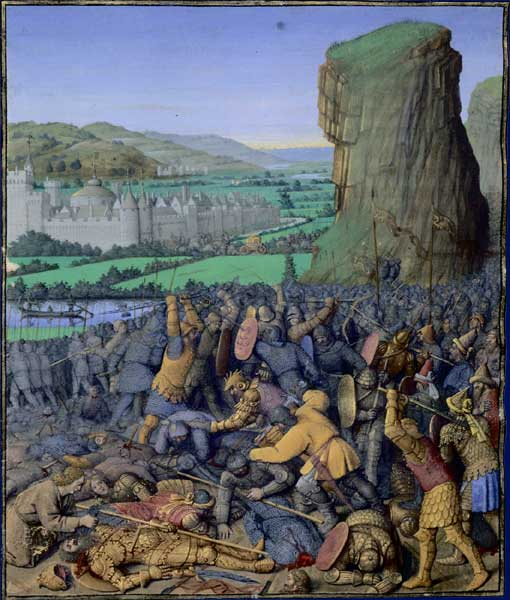
«Гейвуйська битва», Жан Фуке, 1470—1475 (іл. до Йосиф Флавій, " Юдейська давнина ")

Талмуд вказує, що в Біблію увійшла лише невелика частина розмови між примарою і царем. Самуїл нібито почав лаяти Саула за те, що той порушив спокій покійного: «Ти викликав гнів Бога не тільки тому, що звернувся за порадою до духів — ти з мене зробив ідола». На це Саул спитав: «Чи врятуюся я, якщо навернусь до втечі?». Самуїл відповів: «Так, якщо втечеш з поля бою, то будеш у безпеці. Але якщо ти погодишся з вироком Господа, то завтра опинишся в раю поруч зі мною».
В інших коментарях вказується, що Саул запитав у чарівниці, як виглядає дух (якого він міг тільки чути). Вона відповіла: «Видіння не має людського обличчя. Воно закутане в білий одяг, і ведуть його два ангели». Переказ додає, що вона змогла викликати привид Самуїла тільки тому, що він помер лише кілька місяців тому — в перший рік після смерті тіло благочестивого покійного лежить в могилі не розкладаючись, і тому в цей рік душа його може спускатися на землю і знову підніматися на небо. Лише коли тіло зотліло, душа з ним остаточно розлучається і відлітає на небеса.
Йосиф Флавій, зупиняючись на цій історії, називає чарівницю «віщункою і заклинателькою душ покійних». Він пише, що Самуїл передбачив Саула: «царювати доведеться Давиду, якому і судилося вдало закінчити цю війну. Ти ж втратиш владу і життя …'». Після цього Саул впав і знепритомнів — чи то від болю, то від чи виснаження. Йосип Флавій хвалить чарівницю за те, що вона не стала дорікати царя за те, що він заборонив їй займатися її професією. Письменник підкреслює добрий характер чарівниці — вона поділилася з роздавленим пророкуванням царем тієї небагато їжею, яка у неї залишалася і привела його до тями, хоча знала, що подяки не дочекається, оскільки завтра йому судилося загинути.

## Походження імені
Ім'я чарівниці походить від назви «Аендорі», інакше «Ендор» (джерело Дора, або джерело будинку, житла) (1 Цар. 28, 7) — місто або селище в коліні від Іссахарового племені, між горами Фавором і Малим Гермоном, при потоці Кіссон. Саме сюди приходив вночі цар Саул до відомої чарівниці і просив її викликати йому пророка Самуїла. В цій місцевості досі показують мандрівникам печеру в кількох милях на південь від Назарету, в якій нібито жила ця чарівниця. Тепер на місці Аендору існує невелике бідне село під назвою Ендур. У скелях дійсно знаходиться печера, і, можливо, та сама, в якій з'явилася Саулу тінь пророка Самуїла.

## Трактування образу
У латинській Вульґаті жінка названа піфією (лат. pythonissa), тобто провидиця — доль (лат. Fefi), що надихається духом Піфона. Грецька Септуагінта перекладає єврейське «obh» як «heggastramythos» (черевомовець). У «Діяннях» згадується зустріч апостола Павла з «однією служницею, одержимою духом духу, яка ворожбитством давала великий прибуток панам своїм (XVI, 16)».
Саул не зміг отримати поради у своїх професійних пророків. Прагнучи зберегти монополію на передбачення майбутнього, вони оголосили всіх інших віщунів поза законом: «Не буде серед вас … віщунів, хто ворожить по птахах, і чарівників, що викликють духів і хто викликає духа померлого. Бо гидота для Господа кожен, хто чинить таке». Второзаконня, 18, 10). До згаданих осіб відносять й Аендорську чарівницю.
Канон англіканської церкви розглядає віщунку як «жінку, що має домашній дух», але не в сенсі засобу для матеріалізації духів померлих, а в дусі «новомодних» уявлень XVII століття про християнську чаклунку, яка користується послугами особистого демона, що прийняв вид дрібного домашньої тварини. У 1611 р. перекладачі Біблії для короля Якова I назвали розповідь про Аендорську чарівницю «Саул отримує раду у відьми», підкріпивши це абсолютно довільним тлумаченням Священного Писання.
Серед тих, хто вважав покликання духу Самуїла містифікацією, перебував Реджинальд Скотт, англійський письменник XVI століття, який намагався викрити віру в відьом в книзі «Розкриття чаклунства».
|  | «Самуїл не воскресав із мертвих, це була лише ілюзія, обман, що практикується чаклунами. Я знаю, що Августин та інші авторитети, які заперечують воскресіння Самуїла, мають на увазі, що диявол вселився в його подібність. Але при всій повазі до їхньої думки, я не можу з ними погодитися». |

Автор присвятив кілька глав обговорення цієї біблійної історії, стверджуючи, що переляканий Саул був введений в оману хитрою жінкою, чий посібник був «імітатором»:
|  | Коли Саул повідомив чарівниці, що хоче, щоб вона викликала дух пророка Самуїла, жінка сховалася від царя в своєму наметі, де напевно ховався її спільник, швидше за все, це був хтивий, хитрий священик, і змусила Саула стояти в дверях, звідки він вислуховував брехливі відповіді, але нічого не бачив. |

Чарівниця, пише Скот, впізнала Саула, попри те що він був переодягнений. Вона прочитала заклинання, збрехала, що бачить ангелів, які здіймаються від землі, і примару Самуїла. Скот вважає, що дух не міг бути Самуїлом, оскільки він був одягнений у новий плащ, як і той, в якому поховали пророка, але справжній плащ пророка мав уже зотліти. Теологи, такі як Августин і Тертуліан, і французький демонолог Жан Боден (сучасник Скота) погоджувалися, що дух був справді Диявол, а не Самуїлом. Скот не згоден з подібним твердженням, вважаючи, що диявол зник би при п'ятикратному проголошенні в ході заклинання імені «Господь» або «Єгова». Більш того, Скот вважав, що диявол не міг з'явитися і засуджувати когось за що і звинувачувати у гріхах. Йому властиве, навпаки, штовхати людину на вчинення нових гріхів. Аендорська чарівниця, говорить Скотт, була чревомовцем,
|  | тобто, говорячи нижньою частиною свого живота, увійшла в транс і дурила Саула, відповідаючи на його питання від імені Самуїла, імітуючи голос пророка. |

Цю думку в своїй роботі «Фольклор в Старому Завіті» розвиває відомий англійський етнограф та історик релігії Дж. Дж. Фрезер:

| Біблійна розповідь про бесіду Саула з духом Самуїла ясно показує нам, що фантом було видно тільки чаклунці, сам же цар міг тільки чути його голос і відповідати йому. Звідси ми можемо, не вагаючись, зробити висновок, що у єврейських некромантів був такий звичайний спосіб спілкування з померлими; своїми заклинаннями вони нібито викликали дух і бачили його, а їх обдурені клієнти тільки чули голос, який у своїй простоті сприймали за голос привида; в насправді ж то був голос або самої чаклунки, або її спільника. І в тому і в іншому випадку створювалося враження, що звуки виходили не з вуст чаклунки, а з місця, де, як вважав довірливий запитувач, знаходився невидимий для нього дух. Таке слухове враження могло легко створюватися за допомогою черевомовлення, яке мало ту перевагу, що давало некроманту можливість діяти без помічників і тим самим зменшувало ризик викриття.[10] |

## В літературі
До образу Аендорської чарівниці звернувся Вальтер Скотт в романі «Айвенго», коли її Бріан де Буа-Гільбер порівнюює з Ребекою, єврейською цілителькою, яка врятувала від смерті Айвенго:

| ... Ти так добре умієш вгадувати, — сказав Бріан де Буа-Гільбер, відгортаючи плащ з обличчя, — ти не проста дочка Ізраїлю. Я назвав би тебе Ендорською чаклункою, якби ти не була такою молодою та вродливою. Так, я не розбійник, чарівна Трояндо Сарону. Я чоловік, який радше здатен обвішати твої руки й шию перлами і діамантами, ніж позбавити тебе цих прикрас....[11] |